# Fascia nuchae
Die Fascia nuchae (von lateinisch nucha ‚der Nacken‘) bedeckt als Teil der oberflächlichen Halsfaszie (Lamina superficialis) die autochthone Nackenmuskulatur. Nach vorne geht sie in die Muskelfaszie des Sternocleidomastoideus über. Kaudal (Steißwärts) geht sie in das oberflächliche Blatt der Fascia thoracolumbalis über. Die Faszie selbst besteht aus zwei Blättern: Einem oberflächlichen Blatt (Fascia nuchae superficialis) und einem tiefen Blatt (Fascia nuchae profunda), das unter dem Musculus trapezius liegt und die tiefe Halsmuskulatur vom Rücken her umschließt. In der Mitte des tiefen Blattes kommt es außerdem zu einer Verdickung, dem Ligamentum nuchae.